# Ван Дрехт, Ян
Ян ван Дрехт (нидерл. Jan van Drecht; родился 30 апреля 1932 года, Амстердам) — нидерландский футбольный вратарь, завершивший игровую карьеру, выступал за команды «Аякс» и «Алкмар ’54».

## Спортивная карьера
В возрасте тринадцати лет Ян отправился на просмотр в футбольный клуб «Аякс», но получил отказ. В то время его соседом был игрок «Аякса» Яни ван дер Вен — он поговорил с сотрудниками клуба, после чего ван Дрехта всё же взяли в команду. Ян стал играть на позиции правого вингера за шестой юношеский состав «красно-белых». Позже он выступал в центре полузащиты и в обороне, однако из-за отсутствия в команде вратарей Ян был переведён на позицию голкипера. 
Ян ван Дрехт выступал в составе «Аякса» с 1950 по 1961 год, за это время Ян сыграл 72 матча в чемпионате Нидерландов. Ван Дрехт был лишь третьим вратарём в команде после Ада Виссера и Эдди Питерса Графланда. После перехода Питерса Графланда в «Фейеноорд» в 1958 году, Ян стал больше попадать в основной состав команды, особенно если Ад Виссер был травмирован.
В составе «Аякса» ван Дрехт стал чемпионом Нидерландов в сезоне 1959/1960.

## Достижения
- Чемпион Нидерландов: 1959/60